# Campeonato de Oceanía de Judo de 1981
El VIII Campeonato de Oceanía de Judo se celebró en Suva (Fiyi) en 1981 bajo la organización de la Unión de Judo de Oceanía.
En total se disputaron ocho pruebas diferentes, todas ellas en la categoría masculina.

## Resultados

### Masculino
| Evento            | Oro                         | Plata                             | Bronce                          |
| ----------------- | --------------------------- | --------------------------------- | ------------------------------- |
| –60 kg            | Gino Ciampa Australia       | Warren Rosser Australia           | P. Gillies Nueva Caledonia      |
| –65 kg            | Stewart Brain Australia     | Michael Scott Nueva Zelanda       | Frank Alighieri Nueva Caledonia |
| –71 kg            | Shaun O’Leary Nueva Zelanda | David Nolan Australia             | Brent Hananeia Nueva Zelanda    |
| –78 kg            | M. Willson Australia        | Roland Chantreaux Nueva Caledonia | Geoffry Watson Nueva Zelanda    |
| –86 kg            | Mike Smith Nueva Zelanda    | Dean Lampkin Australia            | Patrick Briand Nueva Caledonia  |
| –95 kg            | Lindsay Bloss Australia     | Viliame Takayawa Fiyi             | Milton Reedy Nueva Zelanda      |
| +95 kg            | Garry Pinchen Australia     | D. Briand Nueva Caledonia         | E. Kolokimoana Nueva Caledonia  |
| Categoría abierta | Garry Pinchen Australia     | Roland Chantreaux Nueva Caledonia | Lindsay Bloss Australia         |

## Medallero
| Núm. | País            | Oro | Plata | Bronce | Total |
| ---- | --------------- | --- | ----- | ------ | ----- |
| 1    | Australia       | 6   | 3     | 1      | 10    |
| 2    | Nueva Zelanda   | 2   | 1     | 3      | 6     |
| 3    | Nueva Caledonia | 0   | 3     | 4      | 7     |
| 4    | Fiyi            | 0   | 1     | 0      | 1     |
|      | TOTAL           | 8   | 8     | 8      | 24    |